# 埃吉斯峰
46°25′53″N 8°05′39″E / 46.43139°N 8.09417°E

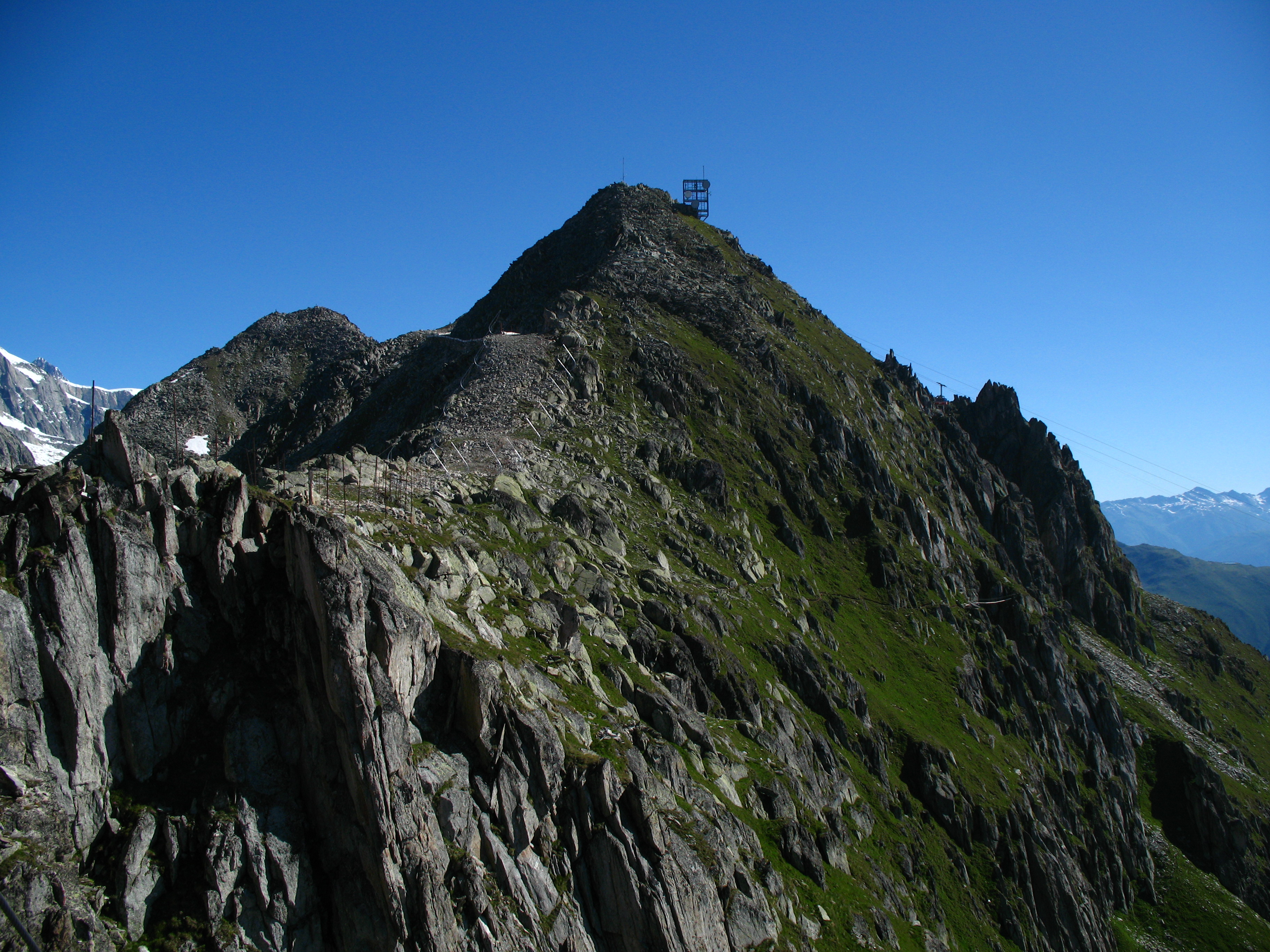

埃吉斯峰（德語：Eggishorn）是瑞士瓦萊州的山峰，位於該國南部，屬於伯尔尼山的一部分，海拔高度2,927米，每年平均降雨量2,221毫米。

## 外部連結
- Eggishorn on Summitpost （页面存档备份，存于）
- Eggishorn on Hikr
- Eggishorn, the mountain of views
- Fiesch Eggishorn cable car (FE) （页面存档备份，存于）